# フィンケルシュタイン反応
フィンケルシュタイン反応（フィンケルシュタインはんのう、Finkelstein reaction）とは、有機化学における合成反応の一種で、ある有機ハロゲン化物のハロゲン原子を SN2 反応により別のハロゲン原子に取り替えるハロゲン交換反応である。ドイツの化学者ハンス・フィンケルシュタインにちなむ。
R-X + X'− {\displaystyle \rightleftarrows } R-X' + X−
元来のフィンケルシュタイン反応は、塩化アルキルまたは臭化アルキルにアセトン中でヨウ化ナトリウムを作用させてヨウ化アルキルに変える方法である。ヨウ化ナトリウムはアセトンに可溶な一方で臭化ナトリウムや塩化ナトリウムがアセトンに不溶なため、それらが沈殿するに従い化学平衡が生成系へと偏っていく。
R-Cl + NaI  →  R-I + NaCl↓
R-Br + NaI  →  R-I + NaBr↓